# 奥尚库尔
奥尚库尔（法語：Ochancourt，法語發音：[ɔʃɑ̃kuʁ]）是法国上法蘭西大區索姆省的一个市镇，属于阿布维尔区。

## 地理
奥尚库尔（50°6'13"N, 1°36'54"E）面积3.95 平方千米，位于法国上法蘭西大區索姆省，该省份为法国北部沿海省份，北起加来海峡省和北部省，西接滨海塞纳省和大西洋英吉利海峡，南至瓦兹省，东临埃纳省。
与奥尚库尔接壤的市镇（或旧市镇、城区）包括：阿雷、弗朗勒、尼巴、瓦利讷。
奥尚库尔的时区为UTC+01:00、UTC+02:00（夏令时）。

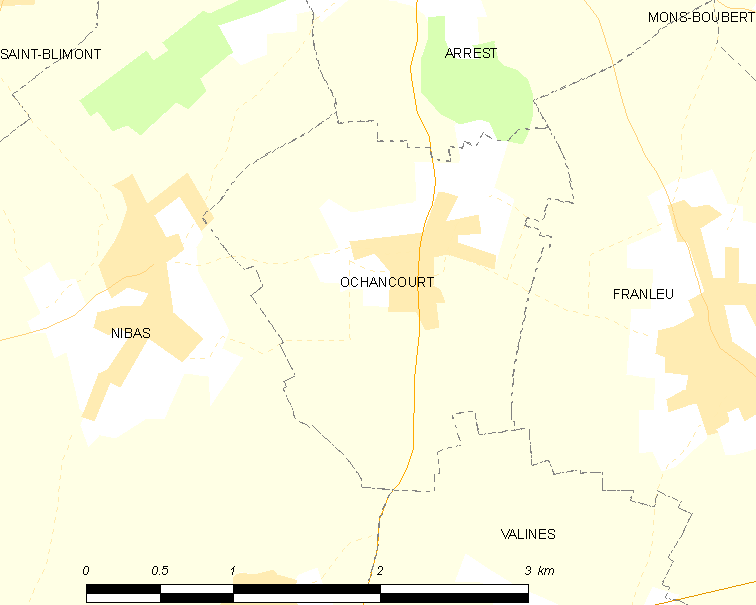
奥尚库尔的OSM定位图

## 行政
奥尚库尔的邮政编码为80210，INSEE市镇编码为80603。

## 政治
奥尚库尔所属的省级选区为弗里维尔-埃斯卡博坦县。

## 人口

1962-2008年间奥尚库尔人口变化图示

奥尚库尔于2022年1月1日时的人口数量为320人。